# La Horse
La Horse är en fransk-italiensk-tysk kriminalfilm från 1970 i regi av Pierre Granier-Deferre.
Filmen är baserad på Michel Lambescs roman med samma namn.

## Rollista i urval
- Jean Gabin - Auguste Maroilleur
- Marc Porel - Henri, Augustes barnbarn
- Danièle Ajoret - Louise, Augustes dotter
- Michel Barbey - Maurice, Louises man
- Eléonore Hirt - Mathilde, Augustes dotter
- Christian Barbier - Léon, Mathildes man
- Reinhard Kolldehoff - Hans, gangstern
- Astrid Frank - Hans flickvän
- Pierre Dux - undersökningsdomare
- Julien Guiomar - polis